# Mastophora
Mastophora är ett släkte av spindlar. Mastophora ingår i familjen hjulspindlar.
Honor av ett flertal arter tillhörande släktet Mastophora  har utvecklad könsfermoner som lockar hanmyggor inom familjen fjärilsmyggor, Psychodidae. Varje art i släktet verkar ha specialiserat sig på en särskild bytesart. Det är en form av mimikry som kallas Peckhams mimikry, eller aggressiv mimikry.

## Dottertaxa tillMastophora, i alfabetisk ordning[1]
- Mastophora abalosi
- Mastophora alachua
- Mastophora alvareztoroi
- Mastophora apalachicola
- Mastophora archeri
- Mastophora bisaccata
- Mastophora brescoviti
- Mastophora caesariata
- Mastophora carpogaster
- Mastophora catarina
- Mastophora comma
- Mastophora conica
- Mastophora conifera
- Mastophora cornigera
- Mastophora corpulenta
- Mastophora corumbatai
- Mastophora cranion
- Mastophora diablo
- Mastophora dizzydeani
- Mastophora escomeli
- Mastophora extraordinaria
- Mastophora fasciata
- Mastophora felda
- Mastophora felis
- Mastophora gasteracanthoides
- Mastophora haywardi
- Mastophora holmbergi
- Mastophora hutchinsoni
- Mastophora lara
- Mastophora leucabulba
- Mastophora leucacantha
- Mastophora longiceps
- Mastophora melloleitaoi
- Mastophora obtusa
- Mastophora pesqueiro
- Mastophora phrynosoma
- Mastophora pickeli
- Mastophora piras
- Mastophora rabida
- Mastophora reimoseri
- Mastophora satan
- Mastophora satsuma
- Mastophora seminole
- Mastophora soberiana
- Mastophora stowei
- Mastophora timuqua
- Mastophora vaquera
- Mastophora yacare
- Mastophora yeargani
- Mastophora ypiranga

### Fotnoter
1. 1 2 3  Bisby F.A., Roskov Y.R., Orrell T.M., Nicolson D., Paglinawan L.E., Bailly N., Kirk P.M., Bourgoin T., Baillargeon G., Ouvrard D. (red.) (7 mars 2011). ”Species 2000 & ITIS Catalogue of Life: 2011 Annual Checklist.”. Species 2000: Reading, UK. http://www.catalogueoflife.org/annual-checklist/2011/search/all/key/mastophora/match/1. Läst 24 september 2012.
2. ↑  Pasteur 1982, s. 169-199.